# Ressha Sentai ToQger
Ressha Sentai ToQger (烈車戦隊トッキュウジャー Ressha Sentai Tokkyūjā?) (traducido como Escuadrón de los trenes ToQger) es el título de la 38.ª temporada de la franquicia Super Sentai Series, producida por Toei Company y emitida en TV Asahi del 16 de febrero de 2014 al 15 de febrero de 2015. constando de 47 episodios. Es el primer sentai en el que el equipo inicial de 5 puede transformarse en cualquiera de los 5 colores

## Argumento
Solo aquellos con una gran poder de Imagination (イマジネーション Imajinēshon?) ("imaginación") pueden ver la vía de tren mística conocida como Rainbow Line (レインボーライン Reinbō Rain?), por la que circulan gigantescos trenes conocidos como Ressha (烈車?), conducidos por los guerreros conocidos como los ToQger, cuya misión es proteger la paz de la Tierra de las fuerzas diabólicas de la Shadow Line (シャドーライン Shadō Rain?), que utilizan el miedo y la tristeza de aquellos que secuestran para establecer su propia línea férrea y consumir el mundo en las tinieblas.

## Personajes

### ToQger
Los ToQger (トッキュウジャー Tokkyūjā?) son unos amigos de la infancia que tienen muy pocos recuerdos de su pasado y que fueron elegidos por su Imagination (イマジネーション Imajinēshon?) que les permitió ser rechazados por la oscuridad que consumió su pueblo natal, Subarugahama (昴ヶ浜?). Su misión es proteger la paz de la Tierra de la diabólica Shadow Line para que no consuma el mundo en las tinieblas, y tienen Rainbow Passes (レインボーパス Reinbō Pasu?) para poder subir a bordo de los Ressha. También buscan a lo largo del viaje de ciudad en ciudad encontrar la localización exacta de su ciudad natal para poder salvarla de las tinieblas, con el problema de que han perdido la mayor parte de sus recuerdos sobre ella, y no saben dónde está. A diferencia de otros grupos de Super Sentai, los ToQger no se identifican por su color, sino por un número, ya que aunque también tienen un color personal por defecto, tienen la habilidad de intercambiar sus colores entre ellos durante la batalla, habilidad denominada Transfer Change. El lema del equipo es "¡La imaginación victoriosa!"
- Right Suzuki (鈴樹 来斗 Suzuki Raito?)/ToQ 1-Gō (トッキュウ1号 Tokkyū Ichi-gō?):[Notas 3] Su color por defecto es el rojo. Es un joven lleno de espíritu que siempre mira y se mueve hacia delante en busca de la felicidad de la vida. Suele ser el que lo da todo, y es el tipo de persona que se dispara con facilidad y se enfrenta a todos los problemas. De los cinco ToQger, su Imagination es la más fuerte, e inspira a los demás a creer en lo que él cree, a veces arrastrando a sus amigos les guste o no. Suele actuar antes de pensar y odia los espacios estrechos. Parece ser el único ToQger con algún recuerdo de su pasado, y tiene la costumbre de hacer Transfer Changes durante la pelea sin pedir permiso, casi siempre poniendo de los nervios a sus compañeros así como a Conductor.[3]
- Haru "Tokatti" Tokashiki (渡嘉敷「トカッチ」晴  Tokashiki "Tokatchi" Haru?)/ToQ 2-Gō (トッキュウ2号 Tokkyū Ni-gō?): Su color por defecto es el azul. Es un personaje muy cauteloso, pero también torpe y pedante, lo que le hace caprichoso y con facilidad para reaccionar exageradamente ante cualquier cosa. Cuando algo ocurre, Tokatti es del tipo de persona que prefiere investigar y estudiar la situación antes que nada, y no para hasta obtener resultados. Es especialista en analizar a los enemigos y elaborar planes, pero por sus procedimientos deliberadamente estudiados, es incapaz de pensar sobre la marcha ni de improvisar. También se le da muy mal llegar a tiempo a los sitios. A pesar de su pedantería, remarca que Hikari es el inteligente del equipo.[4]
- Mio Natsume (夏目 美緒 Natsume Mio?)/ToQ 3-Gō (トッキュウ3号 Tokkyū San-gō?): Su color por defecto es el amarillo. Es una mujer deportista con una personalidad confusa. Aunque es poco femenina, se le dan muy bien las tareas domésticas. Por ello, es muy popular entre los chicos, y siempre está cuidando de todos. Sin embargo, le incomoda mucho la idea del romance. Actúa como la hermana mayor del equipo y suele ser la que los mantiene a todos a raya. No soporta los ataques con juego sucio.[5]
- Hikari Nonomura (野々村 洸 Nonomura Hikari?)/ToQ 4-Gō (トッキュウ4号 Tokkyū Yon-gō?): Su color por defecto es el verde. Es un hombre tranquilo e indiferente, que solo puede imaginar cosas que son racionales. No es muy sociable ni habla demasiado, y suele estar tirado a solas en cualquier esquina mientras los demás están haciendo cualquier otra tarea. Aunque sus imaginaciones y opiniones difieren, Hikari es el contraste de Right, y su instinto natural de pelea y naturaleza analítica hacen que choque con él en batalla. Mientras que Right suele arrastrar a los demás con su Imagination, Hikari es el que mantiene al equipo con los pies en el suelo. Aunque se muestra muy obediente con Mio, suele burlarse de Kagura. Tiene un ingenio agudo, y Tokachi remarca que es el más inteligente del equipo, aunque no deja que ese lado de su personalidad sobresalga con demasiada frecuencia.[6]
- Kagura Izumi (泉 神楽 Izumi Kagura?)/ToQ 5-Gō (トッキュウ5号 Tokkyū Go-gō?): Su color por defecto es el rosa. Es una chica cuya Imagination solo es superada por la de Right, pero suele ser perturbada por su falta de confianza en sí misma. En esencia, dice que los cuentos chinos y los eventos inesperados suelen ocurrir de verdad. Por este motivo, el cuerpo de Kagura no puede soportar bien la lucha a menos que use su imaginación para darse fuerza de voluntad y convertirse en una guerrera imbatible. A diferencia de Right, su Imagination es sencilla y concentrada, aunque muy poderosa, ya que es capaz de imaginar que ella misma tiene talentos extraordinarios, como súper fuerza, agilidad o resistencia. Pero esta es un arma de doble filo, ya que si alguna vez Kagura se emociona demasiado, puede perder el control de sus habilidades por completo.[7]
- Akira Nijino (虹野 明 Nijino Akira?)/ToQ 6-Gō (トッキュウ6号 Tokkyū Roku-gō?): Su color por defecto es el naranja. Es un antiguo miembro de Shadow que trabaja en el mantenimiento de la Rainbow Line. Como Shadow, era conocido como Zaramu (ザラム Zaramu?), y tenía el poder de provocar la lluvia para obligar a la gente a postponer sus actividades al aire libre. Sin embargo, la primera vez que vio un arcoíris, la lluvia que había creado se detuvo y vio la belleza por primera vez. Por este motivo, se unió a la Rainbow Line, pero durante mucho tiempo aún conservó el poder de provocar la lluvia a su alrededor. Cuando el equipo le conoció, después de saber que Conductor estaba creando equipamiento para un sexto ToQger, Right se dio cuenta de que Zaramu era perfecto para el trabajo, a pesar de que este le contara su pasado. Para escapar de un hechizo de Shadow, los demás compañeros le cambiaron de nombre, poniéndole su nombre actual de Akira Nijino,[Notas 4] por su amor hacia los arcos iris. Es el único de los ToQger que no puede efectuar el Transfer Change con los demás compañeros, ya que según Conductor sus poderes no son todavía lo suficientemente fuertes para ello.[8]

### Aliados
- Conductor (車掌 Shashō?): es un personaje excéntrico y enigmático que tiene conocimiento del pasado de los ToQger, pero aun así se niega a contarles mucho al respecto.
- Ticket (チケット Chiketto?): Es una marioneta con forma de mono que lleva Conductor, aunque odia que lo llamen así. Es muy deslenguado y parece mucho más directo que Conductor.
- Wagon (ワゴン Wagon?): Es una asistenta robótica que vende comidas y bebidas al equipo, además de encargarse del mantenimiento diario. Aunque muy misteriosa, siempre se las arregla para poner una sonrisa en la cara de todos.
- Presidente de la Rainbow Line (レインボーラインの総裁 Reinbō Rain no Sōsai?): Es un hombre misterioso con sombrero de cabeza de conejo que tiene increíbles poderes de Imagination y es el superior de Conductor, Ticket y Wagon. Su verdadero rostro, así como la naturaleza de Ticket, están abiertos a la imaginación del espectador.

### Arsenal
- ToQ Changer (トッキューチェンジャー Tokkyū Chenjā?): Es el dispositivo de transformación de los ToQger, basado en una parada de tren, se activa con el comando "ToQ Change" (トッキューチェンジ Tokkyū Chenji?)
- Applichanger (アプリーチェンジャー Apurichenjā?): Es el dispositivo de transformación de ToQ6-Go, tiene la forma de un teléfono inteligente, se activa con el mismo comando del ToQ Changer
- Rainbow Pass (レインボーパス Reinbō Pasu?): Son dispositivos con la forma de tiquetes de tren que sirven como comunicadores así como para cargar los ToQ Ressha, también sirven para pagar la comida que Wagon ofrece
- Espada-pistola ToQ Blaster (銃剣トッキュウブラスター Jūken tokkyū burasutā?): Es el arma básica de los ToQger, puede alternar entre el modo pistola y el modo espada
- Renketzu Bazooka (レンケツバズーカ Renketsu bazūka?): Es la combinación de las cinco armas principales de los ToQger, con al cual pueden ejecutar el poderoso ataque Rainbow Rush (レインボーラッシュ Reinbō Rasshu?)
  - Rail Slasher (レールスラッシャー Rēru Surasshā?): Es el arma personal del ToQger rojo (usada por defecto por ToQ 1-Go), es una espada cuya hoja recuerda a los rieles de un tren
  - Home Trigger (ホームトリガー Hōmu Torigā?): Es el arma personal del ToQger azul (usada por defecto por ToQ 2-Go), es una pistola láser con la forma de estación terminal de ferrocarril
  - Shingo Hammer (シンゴウハンマー Shingō Hanmā?): Es el arma personal del ToQger amarillo (usada por defecto por ToQ 3-Go), es un martillo con la forma de un semáforo
  - Tunnel Axe (トンネルアックス Ton'neru Akkusu?): Es el arma personal del ToQger verde (usada por defecto por ToQ 4-Go), es un hacha con la forma de un túnel
  - Tekkyō Claw ((テッキョウクロー Tekkyō Kurō?): Es el arma personal del ToQger rosa (usada por defecto por ToQ 5-Go), es una garra con la forma de un puente
- Yudo Breaker (ユウドウブレーカー Yūdō Burēkā?): Es el arma personal de ToQ 6-Go, es una espada con la forma de un bastón luminoso de tránsito
- Daikaiten Cannon (ダイカイテンキャノン Daikaiten kyanon?): Es un cañón giratorio, únicamente puede invocarse cuando un ToQger está en modo Hyper y necesita el poder de los seis integrantes del equipo, puede ejecutar el ataque Hyper Five Connection Crash (ハイパー5連結クラッシュ Haipā Go Renketsu Kurasshu?)
- ToQ Ressha (トッキュウレッシャー Tokkyū Ressha?): Son versiones en miniatura de los Ressha que usan los ToQger en batalla, cada uno posee una determinada habilidad:
  - Energy Ressha (エナジーレッシャー Enajī Resshā?): Proporciona munición para el Renketzu Bazooka
  - Scope Ressha (スコープレッシャー Sukōpu Ressha?): Permite fijar el blanco del ToQ Blaster, evitando que el ataque falle o sea evadido
  - Drill Ressha (ドリルレッシャー Doriru Ressha?): Potencia el Yudo Breaker permitiendo lanzar un ataque de taladro, también permite invocar al mecha auxiliar Drill Resha
  - Shield Ressha (シールドレッシャー Shīrudo Ressha?): Crea un escudo para bloquear los ataques, también permite invocar al mecha auxiliar Shield Resha
  - Car Carrier Ressha (カーキャリアレッシャー Kā Kyariā Ressha?): Permite ejecutar un ataque múltiple de cinco disparos, también permite invocar al mecha auxiliar Car Carrier Ressha
  - Tank Ressha (タンクレッシャー  Tanku Ressha?): Permite ejecutar un ataque explosivo, también permite invocar al mecha auxiliar Tank Ressha
  - Diesel Ressha (ディーゼルレッシャー Dīzeru Ressha?): Permite invocar al mecha auxiliar Diesel Ressha
  - Fire Ressha (ファイヤレッシャー Faiya Ressha?): Permite invocar al mecha auxiliar Fire Ressha
  - Police Ressha (ポリスレッシャー Porisu Ressha?): Permite invocar al mecha auxiliar Police Ressha
  - Hyper Ressha (ハイパーレッシャー Haipā Ressha?): Permite a un ToQger acceder al modo Hyper
  - Post Ressha (ポストレッシャー Posuto Resshā?): Usado por los ToQger para enviar una mensaje a su pueblo natal

### Mechas
Los Ressha (烈車?) son el cuartel general de los ToQger. Aunque suele responder normalmente ante el Conductor, los ToQger pueden usar los Ressha para luchar contra los monstruos gigantes de Shadow. Cada vagón Ressha está modelado como un tipo específico de tren.
- ToQ-Oh (トッキュウオー Tokkyūō?): Es el robot fruto de la fusión de los cinco Ressha principales.[9]
  - Red Ressha (レッドレッシャー Reddo Resshā?): Es el Ressha de ToQ Go-1, y tiene forma de locomotora de vapor.[10]
  - Blue Ressha (ブルーレッシャー Burū Resshā?): Es el Ressha de ToQ Go-2 y tiene forma de Shinkansen.[10]
  - Green Ressha (グリーンレッシャー Gurīn Resshā?) Es el Ressha de ToQ Go-3 y tiene también forma de Shinkansen.[10]
  - Yellow Ressha (イエローレッシャー Ierō Resshā?): Es el Ressha de ToQ Go-4 y tiene forma de tren E65.[10]
  - Pink Ressha (ピンクレッシャー Pinku Resshā?): Es el Ressha de ToQ Go-5, y tiene también forma de tren E65.[10]
- DieselOh (ディーゼルオー Dīzeruō?): Es la combinación del Diesel Ressha, el Tank Ressha y el Car Carrier Ressha.[11]
  - Diesel Ressha (ディーゼルレッシャー Dīzeru Resshā?): Es el más antiguo de los Ressha, que funciona con Imagination de antiguos motores diesel que usan combustión interna. Sus tres coches están hechos de una aleación de acero reforzado que le permite tirar de los otros Ressha con facilidad. Por ser tan viejo, requiere mucha Imagination para regenerarse.[12]
  - Tank Ressha (タンクレッシャー Tanku Resshā?): Proporciona combustible a los demás Ressha.[13]
  - CarCarrier Ressha (カーキャリアレッシャー Kākyaria Resshā?): Puede llevar objetos grandes en sus dos pisos. Su uso principal es llevar los Dash Cars (ダッシュカー Dasshu Kā?), unos pequeños vehículos de emergencia que los ToQger utilizan si la Rainbow Line se interumpe alguna vez por una fuerte actividad de Shadow Line.[14]
- Chō ToQ-Oh (超トッキュウオー Chō Tokkyūō?): Es la combinación de ToQ-Oh y DieselOh[15]
- Build Ressha (ビルドレッシャー Birudo Resshā?): Es el Ressha personal de ToQ 6-Go, el más fuerte de los Ressha básicos. Tiene una grúa con una pinza que le permite levantar y mover objetos particularmente pesados.[16]
  - BuildDai-Oh (ビルドダイオー Birudodaiō?):Es la forma humanoide del Build Ressha.[17]
- Chō Chō ToQ-DaiOh (超超トッキュウダイオー Chō Chō Tokkyū Daiō?): Es la combinación de ToQ-Oh, DieselOh y BuildDai-Oh.[18]
- Drill Ressha (ドリルレッシャー Doriru Resshā?): Es un Ressha de apoyo que utiliza ToQ 6-Go. Era originalmente un Drill Kurainer (ドリルクライナー Doriru Kurainā?) que Zaramu usaba como parte de la Shadow Line hasta que les abandonó, transformándose entonces en un poderoso Ressha con taladro.[19]
- Shield Ressha (シールドレッシャー Shīrudo Resshā?): Al combinarse con ToQ-Oh le proporciona un escudo de protección.[20]
- Fire Ressha (ファイヤーレッシャー Faiyā Resshā?): Está modelado con Imagination a partir de un extintor de incendios, y puede producir grandes cantidades de agua para apagar incendios muy grandes.[21]
- Police Ressha (ポリスレッシャー Porisu Resshā?): Está modelado con Imagination a partir de un coche de patrulla, y es el más rápido de los Ressha. Está equipado con una pistola y sirve para dar apoyo a Fire en los rescates.[22]
- Hyper Ressha (ハイパーレッシャー Haipā Ressha?): Es una locomotora gigante de tanque dorado pilotada por Hyper ToQ 1Gō. A menudo se usa como cuartel general por el presidente de Rainbow Line, pero se puede usar en la batalla contra Shadow Line. Puede usar sus láseres en sus lados como armas durante el modo de tren.[23]
  - TeiOh (テイオー Teiō?): Es la forma humanoide del Hyper Ressha.[24]
- ToQ Rainbow (トッキュウレインボー Tokkyū Reinbō?): Es la combinación de todos los Ressha que aparecen en la seire[25]

### Ejército de Mal Shadow Line
El Ejército del Mal Shadow Line (シャドーライン Shadōrain?) son los villanos de la serie, cuyo objetivo es consumir el mundo en la oscuridad. Para ello, recolectan la oscuridad de los corazones de la gente sometiéndoles a situaciones de pesadilla que fortalecen la vía de la Shadow Line, hasta el punto de que con el tiempo logren que haya una Estación Oscura (闇駅 Yami Eki?) en cada ciudad de la Tierra. Cuanta más oscuridad consiguen, más cerca estará la línea de completarse, y cuando lo haga, su emperador Z podrá entrar en el mundo. Todos sus miembros representan el género steampunk.
- Emperador de las Tinieblas Z (闇の皇帝ゼット Yami no Kōtei Zetto?):[26] Es el gobernador de la Shadow Line. Sus subordinados trabajan para poder hacer que regrese al mundo, y creen que solo uno de ellos, el más valioso y leal, podrá servir para él cuando eso ocurra, y que los demás serán destruidos.[27][28]
- General Schwarz (シュバルツ将軍 Shubarutsu-shōgun?): Es el líder militar de Shadow, y está obsesionado con crear unas fuerzas de ataque que se encarguen de los ToQger. Está vestido como un militar alemán, es un excelente luchador, y con su sable causa mucho daño a los ToQger.[29]
- Marquesa Mork (モルク侯爵 Moruku-kōshaku?): Es una de las más antiguas miembros de la Shadow Line. Fue el aya personal de Z cuando era niño, y es la única que se permite comportarse de forma informal con él. Es la líder de los demás miembros de la Shadow Line y solo el emperador está por encima de ella.[30][31]
- Barón Nero (ネロ男爵 Nero-danshaku?): Es el líder en funciones de la Shadow Line, vestido como un aristócrata italiano. Es excelente en el combate cuerpo a cuerpo gracias a su bastón, y también puede lanzar su sombrero como si fuera un chakram o usarlo para lanzar rayos de energía oscura. Su única preocupación es cómo recibir a Z al mundo humano y probarle su valía.[32]
- Madame Noir (ノア夫人 Noa-fujin?): Es la lugarteniente del equipo, vestida con un traje de la era victoriana francesa. Utiliza un paraguas en batalla como una espada o bien abierto como un escudo.[33]
- Srta. Glitta (グリッタ嬢 Guritta-jō?): Es la hija de Madame Noir, a quien está criando para que se convierta en la esposa de Z una vez que entre en el mundo.[34][35]
- Kuros (クローズ Kurōzu?): Son los soldados de campo de Shadow, con apariencia de ladrones de trenes, armados con pistolas que pueden transformarse en hachas arrojadizas. También pueden pilotar Kurainers que se transforman en Kurainer Robos.[36]

## Episodios
Los episodios en esta temporada se denominan "Estaciones"
1. Vámonos en el Ressha Express (特急烈車で行こう Tokkyū Ressha de Ikō?)
2. Estamos aquí (俺たちはここにいる Oretachi wa Koko ni Iru?)
3. Arriesgándolo todo tras llegar a una conclusión incorrecta (思いこんだら命がけ?)
4. Ten cuidado de no perder nada (忘れ物にご注意を Wasuremono Gochūi o?)
5. Los otros lados perdidos de las vías (消えた線路の向こうがわ Kieta Senro no Mukōgawa?)
6. ¿Qué estamos buscando? (探し物はなんですか Sagashimono wa Nan Desu ka?)
7. Inconsolable, inmotivable (やるせなく、やる気なく Yarusenaku, Yarukinaku?)
8. Gran explosión en la Rainbow Line (レインボーライン大爆破 Reinbō Rain Daibakuha?)
9. La memoria es un billete de solo ida (思いは片道切符 Omoi wa Katamichi Kippu?)
10. Tokatti muere en la puesta de sol (トカッチ、夕焼けに死す Tokatchi, Yūyake ni Shisu?)
11. El emperador de las tinieblas (闇の皇帝 Yami no Kōtei?)
12. El conmutador de paso del arcoíris (虹の定期券 Niji no Teikiken?)
13. Corre, extintor de incendios (走れ消火器 Hashire Shōkaki?)
14. Policía perdido, gran detective (迷刑事、名探偵 Meikeiji, Meitantei?)
15. Lo que está en tu corazón (心の中にあるもの Kokoro no Naka ni Aru Mono?)
16. Los peligrosos y extraordinarios Ressha (危険な臨時烈車 Kiken na Rinji Ressha?)
17. El cielo tras la lluvia (雨上がりの空に Ameagari no Sora ni?)
18. ¿Y cómo te llamamos? (君の名を呼べば Kimi no Na o Yobeba?)
19. ¡Sal ahora! Build-Dai-Oh (出発！ビルドダイオー Shuppatsu! Birudodaiō?)
20. Sonreír es peligroso (笑顔は危険 Egao wa Kiken?)
21. La novia a la fuga (花嫁は逃走中 Hanayome wa Tōsōchū?)
22. El nacimiento de la emperatriz (女帝の誕生 Nyotei no Tanjō?)
23. Unidos mano a mano (手と手をつないで Te to Te o Tsunai de?)
24. Pasa el cruce (分岐点を越えて Bunkiten o Koete?)
25. Recién salido de un cuento de hadas (おとぎ話が飛び出して Otogibanashi ga Tobidashite?)
26. La pelea que comenzó en una casa de baños (銭湯で戦闘開始 Sentō de Sentō Kaishi?)
27. Un nuevo poder (新たな力を Arata na Chikara o?)
28. No genial, pero genial (カッコ悪いがカッコ良い Kakko Warui ga Kakko Ii?)
29. El encuentro con el tren que llega (対向車との合流点 Taikōsha to no Gōryūten?)
30. La celebración de cumpleaños (誕生日のお祝いは Tajōbi no Oiwai wa?)
31. La Híper Terminal Ressha (ハイパーレッシャターミナル Haipā Ressha Tāminaru?)
32. Determinación (決意 Ketsui?)
33. Número uno en karate (カラテ大一番 Karate Ōichiban?)
34. Amor furor ((恋は大騒ぎ Koi wa Ōsawagi?)
35. La terminal robada (奪われたターミナル Ubawareta Tāminaru?)
36. Un sueño de matrícula de honor (夢は100点 Yume wa Hyakuten?)
37. Un concurso irrazonable (理不尽クイズ Rifujin Kuizu?)
38. Hagamos una película (映画つくろう Eiga Tsukurō?)
39. El principio del fin (終わりの始まり Owari no Hajimari?)
40. ¿Quién es él? ¿Él es quién? (誰があいつで　あいつが誰で Dare ga Aitsu de, Aitsu ga Dare de?)
41. La batalla de Navidad (クリスマス大決戦 Kurisumasu Daikessen?)
42. Palabras para alcanzarte (君に届く言葉 Kimi ni Todoku Kotoba?)
43. La puerta cerrada (開かない扉 Akanai Tobira?)
44. A Subarugahama (昴ヶ浜へ Subarugahama e?)
45. El hogar que dejamos atrás (君が去ったホーム Kim ga Satta Hōmu?)
46. La última parada (最後の行き先 Saigo no Yukisaki?)
47. Algo brillante (輝いているもの Kagayaiteiru Mono?)

### Películas
- Heisei Rider vs. Shōwa Rider: Kamen Rider Taisen feat. Super Sentai (平成ライダー対昭和ライダー 仮面ライダー大戦 feat.スーパー戦隊 Heisei Raidā Tai Shōwa Raidā Kamen Raidā Taisen feat. Sūpā Sentai?): Película crossover entre varios equipos de Kamen Rider de todos los tiempos junto con la aparición de los ToQger y varios personajes de la franquicia Super Sentai Series. Estrenada el 29 de marzo de 2014.
- Ressha Sentai ToQger the Movie: Galaxy Line S.O.S. (烈車戦隊トッキュウジャー THE MOVIE ギャラクシーラインSOS Ressha Sentai Tokkyūjā THE MOVIE Gyarakushī Rain SOS?): Estrenada el 19 de julio de 2014
- Ressha Sentai ToQger DVD special: Farewell, Ticket! The Wasteland Super ToQ Battle! (烈車戦隊トッキュウジャー　さらばチケットくん！　荒野の超トッキュウバトル!!」だ!! Ressha Sentai Tokkyūjā DVD supesharu: Saraba, chiketto! Arechi Sūpā Tokkyū Batoru!?): Especial para video. Estrenado el 1 de septiembre de 2014
- Ressha Sentai ToQger vs. Kyoryuger: The Movie (烈車戦隊トッキュウジャーＶＳキョウリュウジャーTHE MOVIE Ressha Sentai Tokkyūjā tai Kyōryūjā Za Mūbī?): Película crossover entre ToQger y su serie predecesora Jūden Sentai Kyoryuger. Estrenada el 17 de enero de 2015.[37]
- Ressha Sentai ToQger Returns: Super ToQ 7gō of Dreams (行って帰ってきた烈車戦隊トッキュウジャー 夢の超トッキュウ7号 Itte Kaettekita Ressha Sentai Tokkyūjā Yume no Chō Tokkyū Nana-gō?) Especial para video que actúa como epílogo de la serie. Estrenado el 24 de junio de 2015.

## Reparto
- Right SuZuki: Jun Shison[38][39]
- Haru Tokashiki: Jin Hiramaki[38][40]
- Mio Natsume: Riria[38][41]
- Hikari Nonomura: Ryusei Yokohama[38][42]
- Kagura Izumi: Ai Moritaka[43]
- Akira Nijino: Shin Nagahama[44]
- Conductor: Tsutomu Sekine[45]
- Wagon: Yui Horie[45]
- Presidente de la Rainbow Line: Kōsuke Toriumi
- Emperador de las Tinieblas Z: Kengo Ōkuchi
- General Schwarz: Haruhiko Jō[45]
- Marquesa Mork: Reiko Suzuki
- Barón Nero: Jun Fukuyama[45]
- Madame Noir: Aya Hisakawa[45]
- Srta. Glitta: Noriko Hidaka[45]
- Ticket/Voz del equipamiento ToQger/Narrador: Kappei Yamaguchi[45][46]

## Temas musicales

### Tema de apertura
- Ressha Sentai ToQger (烈車戦隊トッキュウジャー Ressha Sentai Tokkyūjā?)[47]
  - Letra: Shio Watanabe
  - Música y arreglos: Gō Sakabe
  - Intérprete: Project.R (Daiki Ise)

### Tema de cierre
- Byun Byun! ToQger (ビュンビュン!トッキュウジャー Byun Byun! Tokkyūjā?)[47]
  - Letra: Shōko Fujibayashi
  - Música: Shunryū
  - Arreglos: Gō Sakabe
  - Intérprete: Project.R (YOFFY, Takayoshi Tanimoto y Shōgo Kamata)